# 啓愛義肢材料販売所
株式会社啓愛義肢材料販売所（けいあいぎしざいりょうはんばいしょ）は、義肢装具の製造から卸売までを手掛ける日本の企業。

## 概要
義肢の各種装具・部品の製造・輸出・輸入・卸売までを手掛ける企業である。1946年（昭和21年）に亀田慶治が東京義肢医療装具株式会社設立を設立し、1953年（昭和28年）に現在の社名となった。主要取引先にアキレス、信越化学工業など。
社会貢献活動として、関連団体のNPO法人ビーフォレストが青少年へのスポーツ事業を行っている。

## 代表者
出典：
1. 亀田 慶治 - 創業者。1967年（昭和47年）まで代表取締役社長。
2. 亀田 守弘 - 第2代代表取締役社長。1967年から1999年（平成11年）まで在任。
3. 亀田 和弘（1966年3月31日 - ） - 第3代代表取締役社長。1999年から現在まで在任。

親子3代、日本中央競馬会（JRA）の馬主資格取得者である。馬主活動については後述。

## 沿革
出典：
- 1946年（昭和21年） - 亀田慶治が東京義肢医療装具株式会社を設立。
- 1950年（昭和25年） - 株式会社亀田義肢材料販売所に社名変更。
- 1953年（昭和28年） - 株式会社啓愛義肢材料販売所に社名変更。また、本社内に工場を設立。
- 1970年（昭和45年） - 札幌営業所開設。
- 1973年（昭和48年） - 東京営業所、東北営業所（現仙台営業所）開設。
- 1975年（昭和50年） - 関西営業所（現大阪営業所）開設。
- 1978年（昭和53年） - 東京営業所の移転とともに工場開設。
- 1982年（昭和57年） - 関西営業所移転。
- 1996年（平成8年） - 東京営業所移転。
- 1999年（平成11年） - 大阪営業所移転。また名古屋営業所開設。
- 2003年（平成15年） - 仙台営業所移転。
- 2004年（平成16年） - 名古屋営業所移転。
- 2012年（平成24年） - 製造部門の分社化を行う。

## 事業所・関連会社
出典：
- 東京営業所（埼玉県さいたま市桜区田島8-15-15）
- 大阪営業所（大阪府大阪市西区九条南4-2-10）
- 名古屋営業所（愛知県名古屋市守山区苗代1-8-27）
- 仙台営業所（宮城県仙台市泉区北高森2-9）
- 札幌営業所（北海道札幌市手稲区新発寒六条1丁目5-3）
- 有限会社メディカルステップ 東京工場（埼玉県さいたま市桜区桜田1丁目-3-15）

## 競馬とのかかわり

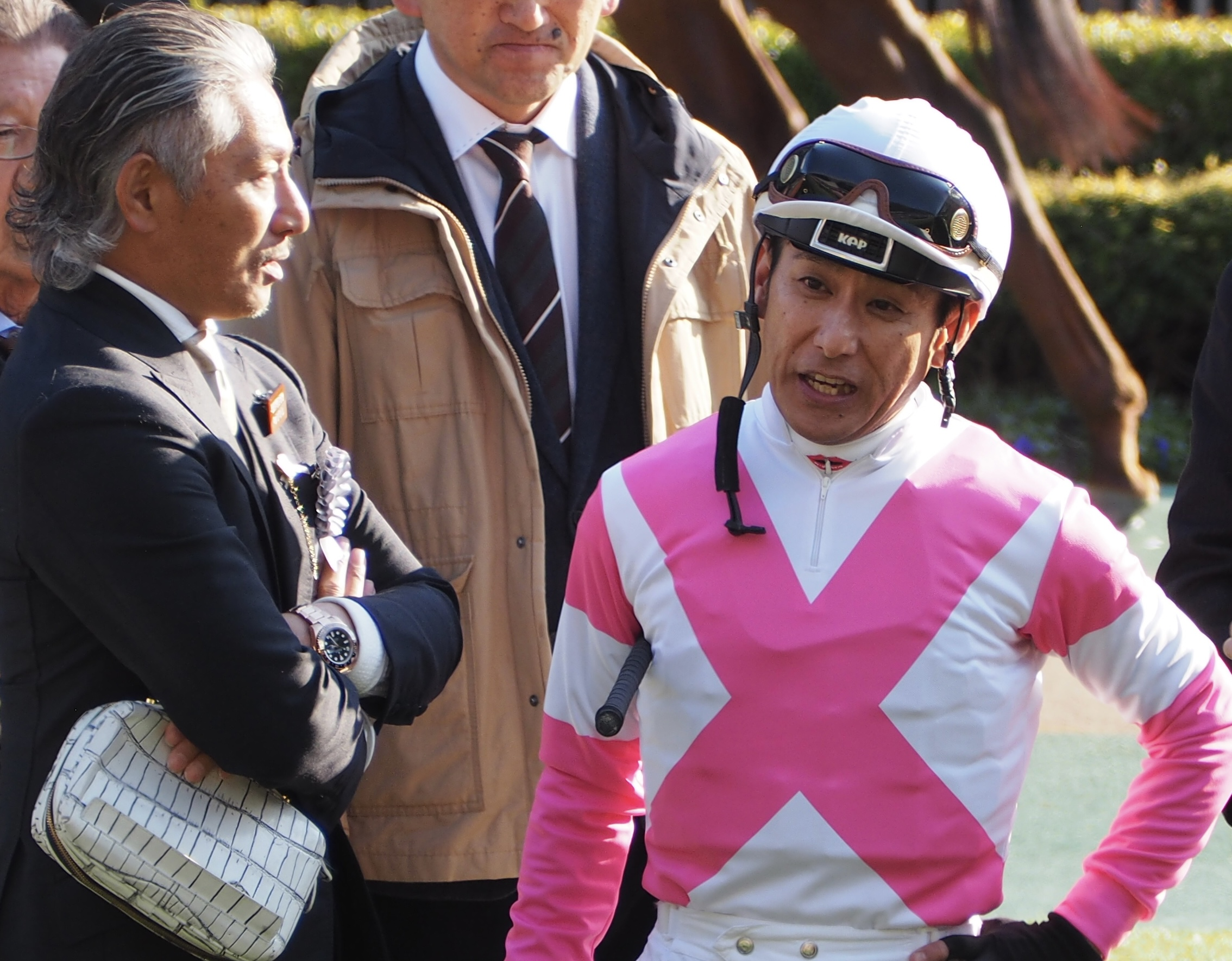
「白、桃十字襷、桃袖白一本輪」の勝負服を着用した四位洋文（右）と亀田和弘（左）

慶治・守弘・和弘と3代で日本中央競馬会（JRA）および地方競馬全国協会（NAR）に登録する馬主として知られている。JRAにおいては現在は和弘の個人（勝負服の柄は白、桃十字襷、袖桃一本輪）、株式会社ケイアイスタリオン（白、桃十字襷、桃袖白一本輪）の2名義で登録されており、冠名には「ケイアイ」「クインズ」を用いる。また、北海道沙流郡日高町に育成牧場のクイーンズ・ランチを所有・経営している。
2018年、ケイアイノーテックがNHKマイルカップを制し、和弘が親子3代目にして初のGI競走初制覇を果たした。
なお、生産牧場のケイアイファームは啓愛義肢材料販売所とは無関係。また2013年のラジオNIKKEI賞を制したケイアイチョウサンも亀田の所有馬では無い。

### 主な所有馬
斜字は地方重賞。
亀田慶治名義
- トヨサカオー（1969年中山大障害・春出走）

亀田守弘名義
勝負服の柄は白、桃十字襷、袖桃縦縞。
- ウルフケイアイ（1984年セイユウ記念、タマツバキ記念、アラブ王冠、シュンエイ記念、1985年セイユウ記念）
- ケイアイガード（2004年ラジオたんぱ賞）
- ケイアイミリオン（2005年埼玉新聞杯、報知オールスターカップ、彩の国浦和記念）

啓愛義肢材料販売所名義
勝負服の柄は白、桃十字襷、桃袖白一本輪
- ケイアイライジン（2009年プリンシパルステークス）
- ケイアイテンジン（2009年ギャラクシーステークス、2011年霜月ステークス、2012年すばるステークス）
- ケイアイアストン（2010年京阪杯2着、2011年バーデンバーデンカップ）
- ケイアイガーベラ（2010年プロキオンステークス、2011年カペラステークス）
- ケイアイドウソジン（2012年ダイヤモンドステークス）
- ケイアイレオーネ（2012年兵庫ジュニアグランプリ）

亀田和弘名義
以前の勝負服の柄は白、桃十字襷、桃袖白一本輪
- ケイアイジンジン（2009年アフター5スター賞）
- ケイアイライジン（2012年報知グランプリカップ）
- ケイアイレオーネ（2013年シリウスステークス、ジャパンダートダービー3着、2016年大井記念、2017年報知オールスターカップ、フジノウェーブ記念、スパーキングサマーカップ）
- ケイアイドウソジン（2014年阪神スプリングジャンプ）
- ケイアイエレガント（2014年福島牝馬ステークス、2015年京都牝馬ステークス、ヴィクトリアマイル2着）
- ケイアイユニコーン（2016年グランシャリオ門別スプリント、OROターフスプリント）
- ケイアイノーテック（2018年NHKマイルカップ）
- クインズプルート[注 2]（2020年星雲賞、くろゆり賞）
- クインズサターン[注 3]（2019年根岸ステークス3着、2020年道営記念、2021年コスモバルク記念、旭岳賞、道営記念）

ケイアイスタリオン名義
- ケイアイパープル（2022年佐賀記念、白山大賞典）
- ケイアイドリー（2023年北海道スプリントカップ）[7]
- ケイアイターコイズ（2022年名鉄杯、2023年令月ステークス）

クイーンズ・ランチ名義
勝負服の柄は桃、鼠星散、袖白縦縞。
- クインズミラーグロ（2015年紫苑ステークス[注 4]、2017年マーメイドステークス2着、愛知杯3着、中山牝馬ステークス3着、福島牝馬ステークス3着、2018年小倉大賞典2着）
- クインズサターン（2018年マーチステークス2着、武蔵野ステークス2着、アンタレスステークス3着、平安ステークス3着）
- ケイアイサクソニー（2022年OROターフスプリント）